# Leon Żebrowski
Leon Żebrowski (ur. 7 kwietnia 1876 w Pociszkach w powiecie święciańskim, zm. 6 września 1953 w Mejszagole) – polski ksiądz rzymskokatolicki i działacz społeczny na Grodzieńszczyźnie i Wileńszczyźnie, senator I kadencji (1922–1927) z ramienia Chrześcijańsko-Narodowego Stronnictwa Pracy. 

## Życiorys
Urodził się jako syn Aleksandra i Krystyny z Suboczów w miejscowości Pociszki w parafii Hoduciszki w powiecie święciańskim. W 1903 ukończył studia teologiczne na Cesarskiej Rzymskokatolickiej Akademii Duchownej w Petersburgu, po czym 14 marca 1903 uzyskał święcenia kapłańskie. W latach 1904–1917 wykładał w Seminarium Duchownym w Wilnie. W czasie okupacji niemieckiej prezes Polskiego Komitetu Demokratycznego i Naczelnej Rady Ziemi Grodzieńskiej (1918–1920). Od 1920 do 1921 był kapelanem szpitala grodzieńskiego i garnizonu. W wolnej Polsce dziekan fary i proboszcz, działał w Polskiej Macierzy Szkolnej, był też redaktorem naczelnym Przyjaciela Ludu i Dwutygodnika Diecezjalnego, wychodzących w Wilnie. 
W wyborach 1922 uzyskał mandat senatora z listy Narodowo-Chrześcijańskiego Stronnictwa Pracy w województwie białostockim. 
W czasie II wojny światowej był więziony. Po 1945 pozostał na Wileńszczyźnie (w Ejszyszkach). W 1944 po ponownym zajęciu Wileńszczyzny przez ZSRR miał zakaz mieszkania w Wilnie, skierowany został przez biskupa do parafii Turgiele jako rezydent. W lutym 1950 usunięty z Turgiel przez władze radzieckie, zamieszkał w Ejszyszkach. Od 1950 mieszkał jako rezydent w parafii Mejszagoła; za wrogość wobec ZSRR gnębiony przesłuchaniami i licznymi rozmowami o charakterze agitacyjnym przez przedstawicieli różnych szczebli administracji radzieckiej.
Zmarł 6 września 1953 w trakcie mszy świętej w kościele parafialnym w Mejszagole pochowany przy miejscowym kościele.